# Opactwo Hautecombe
Opactwo Hautecombe (fr. Abbaye d'Hautecombe) – ufundowany na początku XII wieku cysterski klasztor położony w gminie Saint-Pierre-de-Curtille, w departamencie Sabaudia w regionie Rodan-Alpy we Francji. Jest znane zwłaszcza jako nekropolia władców Sabaudii (hrabiów Sabaudii, ich rodzin i niektórych członków rodziny książęcej Sabaudii), a następnie niektórych królów i królowych Włoch.

## Położenie
Klasztor położony jest na niewielkim półwyspie na zachodnim brzegu Jeziora Bourget, u podnóży stromych stoków biegnącego równolegle do brzegu jeziora masywu Mont de la Charvaz. Dostępny jest tylko z jednej drogi, biegnącej wzdłuż brzegu jeziora od północy z Conjux, ścieżkami górskimi z położonego 450 m wyżej Ontex lub drogą wodną przez jezioro.

## Historia

### Fundacja
Opactwo ufundowano w obecnym miejscu w 1125 roku, pierwotnie opactwo znajdowało się w Cessens, ok. 5 km na północny wschód od północnego krańca jeziora Bourget.
Na początku XII wieku benedyktyni osiedlili się na północno-wschodnim zboczu góry nad jeziorem Bourget w Cessens. Mnisi stali się cystersami po przejściu św. Bernarda z Clairvaux przez te tereny. Przenieśli się nad samo jezioro w 1137 roku. 

### Średniowiecze
Założenie filii świadczyło też o szybkim wzroście liczby mnichów w  klasztorze Hautecombe po czwartej krucjacie, wiele klasztorów zostało założonych w Grecji: Zaraka, Isova, Petra.
Opactwo utrzymywało silne wpływy w średniowieczu, ale po wpadnięciu w ręce opatów niezainteresowanych wykorzystywaniem dochodów z opactwa na jego utrzymanie, budowla popadła w ruinę.

### Rewolucja francuska
Klasztor w dużej mierze upadł po rewolucji francuskiej. Stał się budynkiem rządowym, a następnie został splądrowany i opuszczony. Opactwo zostało podniesione z ruiny przez Karola Emanuela IV, króla Sardynii księcia Piemontu, który kupił je (1824) i polecił  następnie wyremontować Ernestowi Melano z przeznaczeniem na rodowe mauzoleum.